# Takahashi Naruki
Naruki Takahashi (sinh ngày 17 tháng 12 năm 1998) là một cầu thủ bóng đá người Nhật Bản.

## Sự nghiệp câu lạc bộ
Naruki Takahashi đã từng chơi cho Montedio Yamagata.